# 可麗雅·蒂卡娜
可麗雅·蒂卡娜（英語：Kiria Tikanah Abdul Rahman，2000年6月25日—）是新加坡击剑运动员。她代表新加坡参加了2020年夏季奥运会。截至2021年7月25日，可麗雅的世界排名为第207位。

## 学业
可麗雅就读于新加坡国立大学化学系。

## 体育生涯
可麗雅自8岁开始学习击剑。
2019年，首次参加东运会的她就为新加坡夺得女子重剑金牌，这是新加坡在这一项目自1989年以来获得的第一面东运会金牌。
2021年，可麗雅通过在乌兹别克斯坦举办的亚洲及大洋洲区资格赛获得2020东京奥运参赛资格，这是新加坡历史上首次派出女选手参加奥运击剑项目。她在64强赛击败了香港选手連翊希后，于32强赛不敌当时的世界第一剑士罗马尼亚的安娜·玛丽亚·波佩斯库并止步于此。